# Anta Germane Gaye
Anta Germane Gaye (1953) è un'artista senegalese.

## Vita e carriera

### Gli inizi
Figlia del defunto Dr. Amadou Karim Gaye, ex ministro, Presidente e Segretario Generale della Organizzazione della Conferenza Islamica (OCI) e sorella del generale Babacar Gaye, si laurea presso la Scuola Normale Superiore di educazione artistica di Dakar.

### Formazione
È laureata  presso la scuola normale superiore di educazione artistica di Dakar.

### Gli anni 2000
Attualmente insegna educazione artistica in una scuola di Dakar e anima l'atelier "Ferro e Vetro"

## Opere
- 1998 : Le Pont (scultura metallica), Institut Goethe, Saint-Louis

## Esposizioni
- 1983 : Cosaan (tradition) Théâtre national Daniel Sorano, Dakar
- 1985 : Rencontre américano-sénégalaise, Galerie nationale d'art, Dakar
- 1987 : Art contre Apartheid, Musée Dynamique, Dakar
- 1990 : Festa de l'Unita, Pian di Massiano, Pérouse, Italie
- 1991 : Salon d'automne, Grand Palais, Paris
- 1995 : Signes Plus (Helsen), Maison de la Culture de Saint-Gervais, Genève